# Голуб, Иван Платонович
Иван Платонович Голуб (укр. Іван Платонович Голуб; 29 июня 1920 — 5 января 1944) — советский офицер, танкист, участник Великой Отечественной войны, Герой Советского Союза (1944, посмертно).
В годы Великой Отечественной войны — командир танка 2-го батальона 13-й гвардейской танковой бригады, гвардии младший лейтенант. Особо отличился в боях 5 января 1944 года на территории Житомирской области, погиб у села Гордиевка.

## Биография

### Ранние годы
Родился 29 июня 1920 года в селе Коломийцы ныне Покровского района Днепропетровской области. Украинец. Свои детские и юношеские годы Иван Голуб провёл в запорожском посёлке Куйбышево, где окончил среднюю школу. Затем работал на станции Староконстантиновка. Член ВЛКСМ.
В сентябре 1939 года призван в ряды Красной Армии. Окончил полковую школу, освоив специальность механика-водителя лёгкого танка. Позднее его танковый полк был укомплектован современными на тот момент средними танками Т-34, а механик-водитель танка сержант И. П. Голуб, как отличник боевой и политической подготовки, одним из первых пересел на новую технику. На первых занятиях по вождению ре показал высокий класс и получил благодарность от командира части.
Участник парада на Красной площади 1 мая 1941 года, на котором вёл один из Т-34.

### В годы Великой Отечественной войны
С началом Великой Отечественной войны воевал на Северо-Западном фронте. В декабре 1942 года механик-водитель танка сержант И. П. Голуб направлен в Орловское бронетанковое училище имени Фрунзе, которое он успешно окончил осенью 1943 года, в канун праздника 7 ноября.
Командир танка 2-го батальона 13-й гвардейской танковой бригады 4-го гвардейского танкового корпуса 60-й армии гвардии младший лейтенант И. П. Голуб воевал на 1-м Украинском фронте.
В конце 1943 года в районе Чоповичей на Житомирщине экипаж его танка оборонял важный участок на пути противника, перешедшего в контрнаступление. Несмотря на численное превосходство противника, он успешно отбил несколько атак, не давая врагу продвинуться вперед и зайти в тыл советским войскам, вывел из строя два «тигра», уничтожил больше взвода пехоты, подавил несколько орудий.
24 декабря началась Житомирско-Бердичевская операция, и 13-я гвардейская танковая бригада сама перешла в наступление. Танкисты взяли под свой контроль дорогу из Житомира на север и затем, повернув на юго-запад, перерезали железную дорогу Житомир—Новоград-Волынский. В ходе наступления И. П. Голуб вместе с другими танковыми экипажами ворвались в посёлок Геновичи, где уничтожили несколько орудий и автомашин противника, а когда немецкие войска контратаковали, умело организовал оборону. Поставив свой танк в укрытие и хорошо замаскировав его, экипаж И. П. Голуба сумел подпустить поближе два немецких тяжёлых танка «Тигр» и с короткой дистанции подбить первый из них. Второй танк попытался укрыться в лощине, но И. П. Голуб предпринял манёвр, и обойдя слева высотку, поджёг «тигр» с выгодной позиции.
Вечером 31 декабря танкисты бригады вышли в район села Высокая Печь Житомирской области. 5 января 1944 года его танк на большой скорости стремительно и неожиданно для противника ворвался в село и атаковал противника, располагавшего там довольно значительными силами. Танкисты расстреляли три «тигра», два самоходных орудия «фердинанд», пять орудий и огнём своего пулемёта уничтожили до роты солдат противника. Было разбито также несколько автомашин с боеприпасами и военным грузом. В селе возникла паника, а экипаж И. П. Голуба, продвигаясь от дома к дому, расстреливал убегавших солдат.
Вырвавшись вперёд, танкисты перехватили дорогу, по которой отступал противник, разбили головную машину колонны и застопорили движение. В результате было захвачено более 40 автомашин и 50 подвод с грузами.
В этом бою танк И. П. Голуба получил шесть пробоин, а сам командир был оглушён и изранен осколками. Несмотря на тяжёлое состояние, он продолжал вести бой у села Гордиевка. Здесь экипаж его танка вступил в единоборство с полевой батареей противника, которая вела огонь по 2-му танковому батальону, наступавшему на село.
В танке уже не осталось ни одного снаряда. И тогда И. П. Голуб принял смелое решение — раздавить орудия гусеницами своего танка. На предельной скорости машина устремилась на батарею, пушки давили гусеницами, а артиллерийские расчёты пока хватало патронов расстреливала из пулемёта.
Путь 2-му танковому батальону 13-й гвардейской танковой бригады был расчищен, но гвардии младший лейтенант Иван Платонович Голуб в этом бою погиб.
Указом Президиума Верховного Совета СССР от 24 мая 1944 года «за мужество, храбрость, героизм и образцовое выполнение заданий в борьбе с немецко-фашистскими захватчиками» гвардии младшему лейтенанту Ивану Платоновичу Голубу посмертно присвоено звание Героя Советского Союза.
Похоронен в селе Гордиевка Романовского района Житомирской области.

## Награды и звания
Советские государственные награды и звания:
- Герой Советского Союза (24 мая 1944, посмертно)
- орден Ленина (24 мая 1944, посмертно)
- орден Отечественной войны II степени
- медали.

## Память
На могиле в селе Гордиевка Романовского района Житомирской области установлен обелиск, перед местной школой его имени установлен памятник.
Его имя высечено на Доске Славы в посёлке Куйбышево Запорожской области, где его именем названа улица.
15 декабря 1965 года приказом Министра обороны И. П. Голуб навечно зачислен в списки личного состава гвардейской Кантемировской дивизии.